# The One That Got Away (dal)
A The One That Got Away egy dal Katy Perry amerikai énekesnőtől. A számot Perry mellett Dr. Luke és Max Martin szerezte. Utóbbi kettő a szám producere is volt egyben. A szám egy közepes tempójú pop ballada az elveszett szerelemről. A számban utalás hangzik el a Radiohead nevű rockegyüttesre.
A The One That Got Away a kritikusoktól pozitív értékeléseket kapott, néhányan gratuláltak Katy komolyabb tónusának. A dal 2011 októberében jelent meg a Capitol Records gondozásában a Teenage Dream című album hatodik kislemezeként, melyet egy Floria Sigismondi által rendezett videóklip követett, mely novemberben jelent meg.
53 év alatt Perry album a hetedika Hot 100 történetében, melyről legkevesebb hat top 10-es kislemez jelent meg. A dal a hatodik a California Gurls (közreműködik Snoop Dogg), Teenage Dream, Firework, E.T. (közreműködik Kanye West), és Last Friday Night (T.G.I.F.) után, melyek mind első helyezettek voltak, Egy remixváltozat B.o.B közreműködésével 2011. december 20-án jelent meg. A dal akusztikus változata 2012. január 16-án került kiadásra. A dal az egyetlen a Teenage Dream kislemezei közül, mely nem érte el az első helyet a Billboard Hot 100-on, mindössze harmadik lett. Ennek ellenére a Hot Dance Club Songs, Adult Top 40 , Mainstream Top 40 listákon sikeresen első helyezést ért el.

## Háttér
2011. szeptember 13-án a New York-i Irving Plaza-ban a Capitol Records megerősítette, hogy a The One That Got Away lesz a Teenage Dream hatodik kislemeze. Perry így nyilatkozott:
„Nagy öröm számomra, hogy a 'The One That Got Away' lett hatodik kislemeznek kiválasztva, mivel ez a dal egy másik oldalamat mutatja be, melyet eddigi kislemezeim nem. Szerintem mindenki azonosulni tud a számmal. Arról szól, hogy valakinek egy életre szóló ígéretet teszel, de nem tudod betartani. Ez egy keserédes történet. Remélem, hogy a hallgatóim tanulnak belőle, és sosem kell elmondaniuk, hogy megszökött a 'nagy Ő'.”
A kiadó hozzátette, nem azért adják ki a számot, hogy egy új 1. helyezett slágert tudhassanak magukénak, hanem azért, mert Katy nagyon szereti a dalt, emellett fülbemászó ritmusa is közrejátszott.
2011 szeptemberében Perry ezt tette közzé Twitter fiókján: „The One That Got Away… ez történik!!!”, a kislemez borítójával együtt.

## Számlista és formátumok
| - Digitális letöltés 1. The One That Got Away – 3:47 - Promóciós CD kislemez 1. The One That Got Away" (Radio Mix) – 3:49 2. The One That Got Away (Instrumental) – 3:49 - Digitális remix kislemez 1. The One That Got Away (közreműködik B.o.B) – 4:22 - Digitális akusztikus kislemez 1. The One That Got Away (Acoustic version) – 4:18 | - Digitális remix EP 1. The One That Got Away (7th Heaven Club Mix) – 8:03 2. The One That Got Away (7th Heaven Dub Mix) – 6:04 3. The One That Got Away (7th Heaven Mixshow Edit) – 5:51 4. The One That Got Away (7th Heaven Radio Mix) – 4:27 5. The One That Got Away (JRMX Club Mix) – 8:12 6. The One That Got Away (JRMX Mixshow Edit) – 6:31 7. The One That Got Away (JRMX Radio Edit) – 4:19 8. The One That Got Away (Mixin Marc & Tony Svejda Peak Hour Club Mix) – 5:44 9. The One That Got Away (Mixin Marc & Tony Svejda Mixshow Edit) – 4:43 10. The One That Got Away (Mixin Marc & Tony Svejda Radio Edit) – 3:53 11. The One That Got Away (Jon Dixon Radio Edit) – 3:45 |